# Hernando, Mississippi
Hernando är administrativ huvudort i DeSoto County i Mississippi. Orten har fått sitt namn efter upptäcktsresanden Hernando de Soto. Vid 2010 års folkräkning hade Hernando 14 090 invånare.

## Kända personer från Hernando
- Kennedy McKinney, boxare
- Robert Wilkins, bluesmusiker